# Apple A6
O Apple A6 é um microprocessador system-on-a-chip projetado pela Apple e fabricado pela Samsung para substituir o Apple A5. Foi introduzido em 12 de setembro de 2012 no iPhone 5, sendo duas vezes mais rápido e com o dobro de potência em comparação ao seu antecessor.

## Especificações

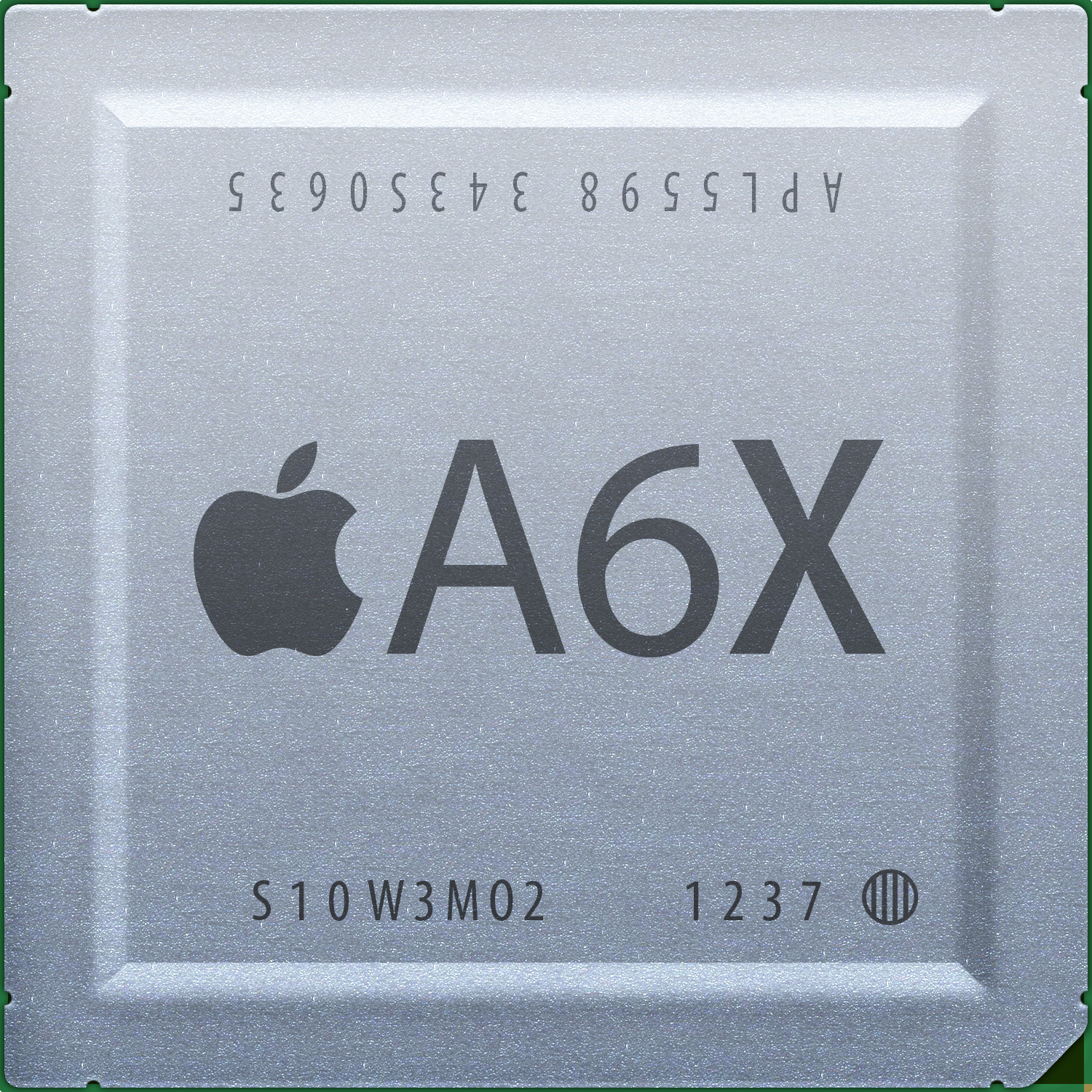
Microprocessador Apple A6X.

O A6 Apple possui um clock de 1,3 GHz, baseando-se na arquitetura ARM v7s dual-core. Seu processador gráfico conta com três núcleos, no modelo  PowerVR SGX 543MP3. O A6 é fabricado pela Samsung, tem 95 mm², sendo 22% menor e mais econômico que seu antecessor. Apresenta um novo conjunto de instruções, que inclui alguns elementos do ARM Cortex-A15, como o suporte para extensões SIMD VFPv4 e v2.

### A6X
O A6X foi introduzido ao mercado em 23 de outubro de 2012. Ele possui um processador de 1.4 GHz e sistema integrado quad-core PowerVR SGX 554MP4, com unidade de processamento gráfico (GPU) rodando a 300 MHz e o dobro de memória. O resultado, é o dobro da computação de gráficos em relação ao A5X. Assim como o A6, é fabricado pela Samsung, tem 123 mm², sendo 26% maior que seu antecessor.. É utilizado apenas no iPad de quarta geração.